# Religion en Bolivie
Religion en Bolivie (2013)
- Église catholique (76 %)
- Protestantisme (17 %)
- Autres religions (1 %)
- Sans (5 %)
- Pas de réponse (1 %)

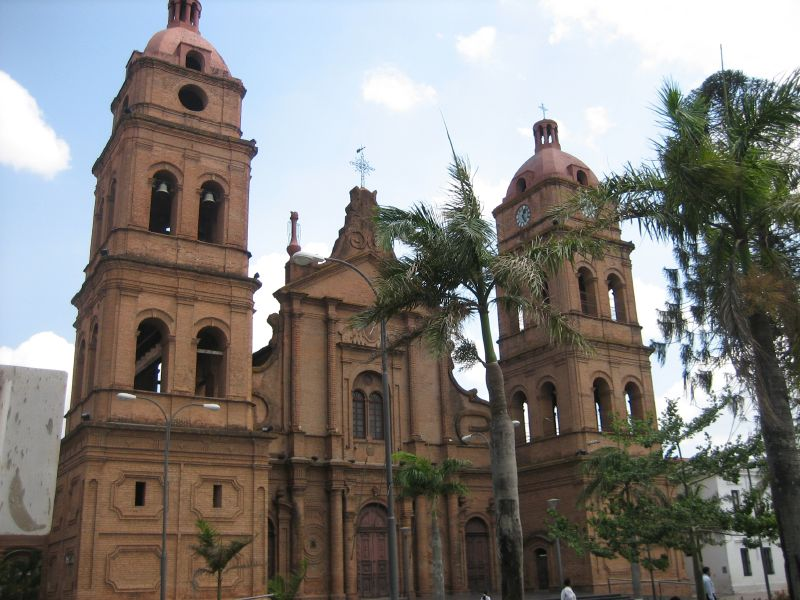
Cathédrale basilique Saint-Laurent, Santa Cruz de la Sierra.

Le christianisme est la religion de Bolivie la plus importante, le catholicisme étant la plus grande dénomination.
Alors qu'une grande majorité des Boliviens sont des chrétiens catholiques, une part beaucoup plus réduite de la population y participe activement. Dans les décennies qui ont suivi le Concile Vatican II (1962-1965), l'Église a tenté de faire de la religion une force plus active dans la vie sociale.

## Statistiques
Une enquête réalisée en 2013 pour Latinobarometro a donné les résultats suivants :   
| Religion                                       | Pourcentage de la population | Remarques                                                                                                   |
| ---------------------------------------------- | ---------------------------- | --- |
| Catholique                                     | 76 %                         | 36 % des catholiques sont actifs                                                                            |
| Protestant (terme de recensement: évangélique) | 17 %                         | Pentecôtistes, charismatiques non catholiques, luthériens, méthodistes, autres. 59% d'entre eux sont actifs |
| Non religieux                                  | 5 %                          | Athée, aucun, agnostique, aucune réponse                                                                    |
| Autre religion                                 | 1 %                          | Mormon, foi baha'ie, juive, musulmane, bouddhiste, hindou                                                   |
| Pas de réponse                                 | 1 %                          | |

D'autres examens de la population varient par rapport à ces résultats spécifiques.

## Église et État
Selon le référendum constitutionnel bolivien de 2009, la Bolivie est désormais un État laïc. Dans le passé, il reconnaissait le catholicisme comme religion d'État. La Constitution de la Bolivie prévoit la liberté de religion et le gouvernement n'a jamais rien fait pour supprimer des groupes religieux.

## Catholicisme dans l'histoire de la Bolivie

### Époque coloniale
Le christianisme a ses racines dans la conquête espagnole ; les prêtres ont accompagné les premières expéditions militaires. L'organisation, le personnel et le rôle de l'Église dans la société ont tous été définis au début de l'ère coloniale. Le pape Jules III a créé l'épiscopat de La Plata en 1552 ; Celles-ci ont été suivies par celles de La Paz et de Santa Cruz au début du XVIIe siècle. Une pléthore d'ordres religieux - franciscains, mercédaires, dominicains et jésuites étaient les plus en vue - s'est jointe à des prêtres diocésains dans le ministère colonial. Le clergé était en grande partie d'origine européenne. Les quelques métis qui ont rejoint les rangs ont généralement été admis comme frères laïcs plutôt que comme prêtres.
Le patronat réel (accord entre l'Église catholique et la couronne espagnole) conférait au trône espagnol et, par extension, aux autorités coloniales des pouvoirs importants dans les affaires religieuses. Les nominations du clergé et des évêques devaient normalement être approuvées par les autorités civiles. La relation entre l'Église et l'État était réciproque et intime ; chaque institution avait une grande influence sur les affaires de l'autre. Dans une société où la séparation des ministères religieux de l'Église était impensable, l'Église avait une grande influence morale.
En outre, l'Église coloniale était une institution extrêmement riche. Les organisations religieuses possédaient non seulement de vastes étendues de terres, mais servaient aussi de prêteurs quasi-officiels à l'élite terrienne et aux hauts fonctionnaires. À la fin de l'ère coloniale, une combinaison de prêts d'argent et d'investissements judicieux dans l'immobilier avait fait de l'Église la puissance financière dominante en Bolivie.

#### Indépendance

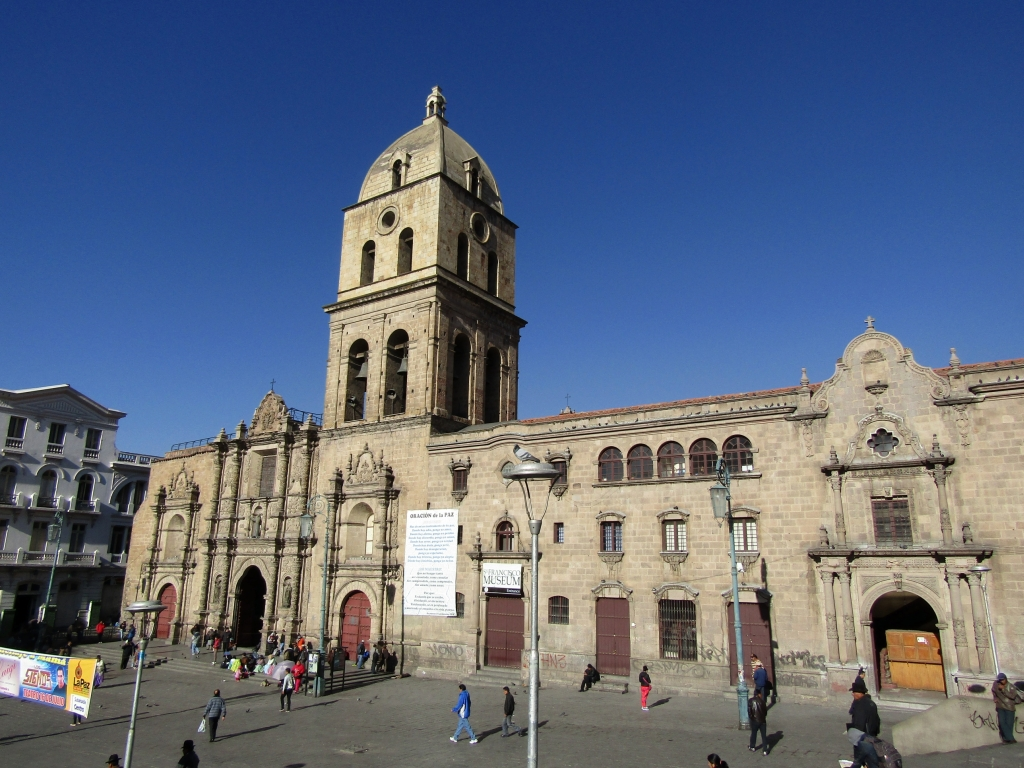
Basilique San Francisco, La Paz, années 1700.

L'indépendance de 1825 modifia quelque peu les relations entre l'État et la Bolivie, même si l'Église catholique romaine conservait son statut de religion unique de la nation. À l'exception d'une brève période au cours des années 1870, cette tendance s'est maintenue tout au long du XIXe siècle. Dans le même temps, le nouveau gouvernement bolivien affirma rapidement sa primauté sur l'Église. En 1826, le président Antonio José de Sucre Alcalá (1825-1828) prit le contrôle de la collecte des dîmes  d'église, ferma tous les monastères comptant moins de douze personnes et s'empara des terres de l'Église. Ces actions ont définitivement affaibli l'Église en tant que force politique.
D'autres changements ont eu lieu au XXe siècle. En 1906, le gouvernement proclama la tolérance religieuse et permit l'établissement d'Église non catholiques. En 1961, le gouvernement a renoncé à son droit de médiation dans les affaires de l'Église, sous le patronat national (le successeur du patronat réel). Le gouvernement ne pouvait plus avoir voix au chapitre dans les décrets conciliaires, les mémoires ou les bulles publiés par le pape ni jouer un rôle dans la sélection des hauts responsables de l'Église. La Constitution de 1967 accorde un statut officiel à l'Église catholique romaine mais garantit également l'exercice public de toutes les autres religions.
Libérée du contrôle gouvernemental direct, l'Église catholique romaine a tenté dans les années 1960 d'établir une présence plus visible dans la société bolivienne. Les évêques du pays, organisés dans le cadre de la conférence épiscopale bolivienne (Conferencia Episcopal Boliviana), ont publié des lettres pastorales condamnant les conditions de vie des paysans et des travailleurs. Les évêques ont créé des centres de développement, des organismes de recherche et des commissions pour traiter ces problèmes. De nombreux prêtres, frères et sœurs ont adopté une position politique plus directe. Les soi-disant prêtres mineurs - des oblats assignés aux paroisses des communautés minières - défendaient activement les droits des travailleurs. Cette expérience a conduit à la formation en 1968 d'une Église et d'une société en Amérique latine-Bolivie (Iglesia et Sociedad en Amérique latine - ISAL-Bolivie). S'appuyant sur une analyse marxiste de la société, ISAL-Bolivie a reconnu le socialisme comme le seul moyen de parvenir à la justice.
La position politique d'ISAL-Bolivie et d'autres a suscité une vive réaction de la part des évêques. Peu après qu'ISAL-Bolivie eut affirmé que le capitalisme avait contaminé l'église, la CEB a privé l'organisation de son statut officiel de catholique. Dans une lettre pastorale ultérieure, les évêques ont déclaré que, bien que les prêtres aient l'obligation de promouvoir les changements sociaux nécessaires, ils ne pouvaient s'identifier à des partis ou mouvements politiques spécifiques. La prudence de la hiérarchie de l'église était évidente dans son traitement de la Commission bolivienne de justice et de paix. Établie en 1973 en tant que bras de recherche de l'épiscopat, la commission s'est rapidement mobilisée pour défendre les droits des prisonniers politiques du gouvernement militaire dirigé par le colonel Hugo Banzer Suárez. Le gouvernement a accusé la commission de promouvoir la propagande subversive et a déporté le personnel clé de l'organisation Dans leur réponse, les évêques ont approuvé le programme de la commission en matière de droits de l'homme mais ont ensuite suspendu ses activités pendant deux ans. La commission reconstituée fonctionnait sous des contrôles épiscopaux plus stricts que son prédécesseur.
Le retour de la démocratie dans les années 1980 a présenté à l'Église de nouveaux défis. Bien que la CEB ait reconnu que la crise économique du début et du milieu des années 1980 nécessitait des mesures énergiques, elle a publiquement mis en doute la sagesse des politiques de stabilisation adoptées en 1985 par le président Víctor Paz Estenssoro. Souscrivant à la position adoptée lors de la conférence des évêques d'Amérique latine à Puebla (Mexique) en 1979, la CEB a suggéré que la nouvelle politique économique de Paz Estenssoro (Nueva Política Económica - NPE) générerait des niveaux croissants d'inégalité dans la société. Les évêques ont donné suite à cette lettre pastorale en médiant en 1986 des négociations entre le gouvernement et la Fédération du travail de Bolivie (Central Obrera Boliviana).
En 1986, l'Église catholique romaine était organisée en quatre archidiocèses (La Paz, Santa Cruz, Cochabamba et Sucre ), quatre diocèses, deux prélatures territoriales et six vicariats apostoliques. Les évêques disposaient d'environ 750 prêtres, pour la plupart étrangers. La pénurie de prêtres a considérablement entravé les activités de l'église. Par exemple, l'archidiocèse de Sucre ne comptait que soixante-deux prêtres pour répondre aux besoins d'environ 532 000 catholiques dispersés sur 50 000 kilomètres carrés.
En raison de la faible présence rurale de l'Église, la grande majorité des Indiens suivaient leur propre type de catholicisme populaire, très éloigné de l'orthodoxie. Les Indiens ne voyaient aucune incohérence dans la combinaison du catholicisme professé avec des cureurs folkloriques ou d'un rituel autochtone. Les rituels autochtones et des fragments de culte catholique romain étaient mêlés aux fêtes élaborées qui étaient au centre de la vie sociale.
Le panthéon quechua et aymara était un mélange d'esprits et d'êtres chrétiens et d'avant la conquête. Une divinité comme la fille vierge du dieu soleil Inca a été transmutée en Vierge Marie. Beaucoup de surnaturels étaient liés à un lieu spécifique, comme les esprits des lacs et des montagnes. La terre mère, Pachamama et les rituels de fertilité ont joué un rôle important.
Dans les années 1980, les mormons, les témoins de Jéhovah, les adventistes du septième jour et les membres de diverses dénominations pentecôtistes attirent de plus en plus d'adhérents parmi les populations de squatters ruraux et urbains. Parce que ces confessions avaient tendance à mettre l'accent sur le salut individuel et à insister moins sur les questions sociales et politiques, de nombreux gauchistes ont accusé d'être des agents du gouvernement des États-Unis. En mai 1989, des terroristes de gauche ont assassiné deux missionnaires mormons des États-Unis qui travaillaient dans une communauté de squatters près de La Paz.

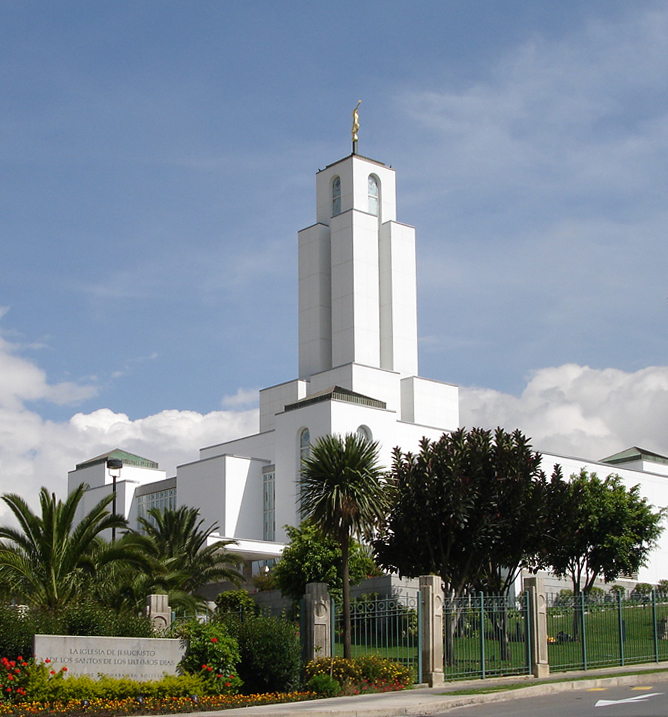
Cochabamba Mormon Temple.

#### Actuellement
Selon Catherine Delfour, professeur à l'université Paris Est Marne-la-Vallée, spécialiste de la Bolivie, dans le contexte de la crise post-électorale bolivienne de 2019, « ce n'est pas anodin ce retour de la Bible en politique. Dans l'imaginaire collectif bolivien, en particulier des Indiens, le catholicisme est associé à l'oligarchie blanche et l'héritage colonial. En revanche du côté de la classe moyenne bolivienne, ça a été interprété comme un symbole d'apaisement après des jours de violence, où la police avait disparu des rues. Dans cette catégorie, c'est un symbole fédérateur qui fait appel au vivre ensemble dans le pays ».

## Religions en dehors du catholicisme

### Religions natives
Les peuples indigènes de Bolivie, globalement convertis, maintiennent cependant leurs conceptions holistiques panthéistes : culture aymara, mythologie guaranie, mythologie quechua, mythologie yampará.
C'est particulièrement le cas de la "cosmovision andine des Kallawaya", inscrite en 2008 sur la liste représentative du patrimoine culturel immatériel de l'humanité : liste du patrimoine culturel immatériel de l'humanité en Bolivie.
Le syncrétisme permet d'honorer la Vierge de Copacabana, la Vierge d'Urkupiña (es), la Vierge de la Socavón ou le Seigneur Jésus de la Grande Puissance, Jacques le Majeur, en même temps que Pachamama (Terre-Mère) (Pujllay Ayarichi, Carnaval d'Oruro), Ekeko (dieu aymara de l'abondance) (à la foire des Alasitas), Viracocha, El Tio.
Le Nouvel An aymara (es) (pour le retour du soleil, au solstice d'hiver) est très officiellement reconnu depuis 2009.

### Protestantisme et autres chrétiens
La Bolivie compte une minorité protestante active de divers groupes, dont des méthodistes, des mennonites, des baptistes, et des anglicans. 
L’Union baptiste bolivienne a ses origines dans une mission baptiste canadienne en 1898 à Oruro . Elle est officiellement fondée en 1936 . 
Les mennonites en Bolivie, sont présents depuis le début des années 1950, principalement dans le département de Santa Cruz. Dans les années 1980, les adventistes du septième jour et diverses dénominations pentecôtistes ont acquis un nombre croissant d'adhérents.
Les mormons et les Témoins de Jéhovah sont aussi présents.

### Bouddhisme et hindouisme
La Bolivie compte également une petite communauté bouddhiste qui n'a signalé aucune discrimination. En 1988, le gouvernement déclara que de nombreux groupes religieux opéraient illégalement en Bolivie, mais sa tentative d'expulser certains membres étrangers du mouvement Hare Krishna en 1986 fut infirmée par la Cour suprême de justice. Maintenant, Hare Krishna est légalement établi en Bolivie en tant qu'institution éducative.

### Foi Bahá'íe
La foi baha'ie en Bolivie (en) commence par des références au pays dans la littérature baha'ie dès 1916. Le premier bahá'íe arrivé en Bolivie date de 1940, en raison de l'arrivée de pionniers coordonnés, des personnes qui ont choisi de se déplacer pour la croissance de la religion, en provenance des États-Unis. La même année, le premier Bolivien a rejoint la religion. La première assemblée spirituelle locale bahá'íe, l'unité administrative locale de la religion, a été élue à La Paz en 1945. Depuis 1956, les peuples autochtones ont adhéré à la religion, qui s'est largement répandue parmi eux. La communauté a élu une assemblée spirituelle nationale indépendante en 1961. En 1963, il y avait des centaines d'assemblées locales. La foi Bahá'íe est actuellement la plus grande minorité religieuse internationale en Bolivie et la plus grande population de Bahá'ís en Amérique du Sud, avec une population estimée à 217 000 personnes en 2005, selon les archives de l'Association of Religion Data.

### Judaïsme
La population juive compte environ 500 membres, ce qui en fait l'une des plus petites communautés juives d'Amérique du Sud, principalement dans les villes de La Paz, Cochabamba et Santa Cruz de la Sierra. Vieillissement et émigration en font une des communautés juives les plus réduites d'Amérique latine : histoire des Juifs en Bolivie.

### Islam
L'Islam en Bolivie (en), principalement à La Paz, Santa Cruz de la Sierra et Cochabamba, concerne une faible minorité (0,1%) de la population du pays : environ 1 000 personnes en 1990, 2 000 en 2010.
Le Centro Islámico Boliviano (CIB) est créé en 1986 par l'imam Mahmud Amer Abushara, arrivé de Palestine en 1974, décédé en 2011.
La première mosquée date de 1994 à Santa Cruz, et de 2004 à La Paz (Mosquée Yebel An Nur).

### Autres spiritualités
Les communautés asiatiques ont également des adeptes de l'Église de l'Unification (dite Secte Moon) et du shintoïsme.
Le néopaganisme compte également des adeptes.

## Sans religion
Lors d'un sondage Gallup en 2007, à la question « La religion est-elle importante dans votre vie ? », 12% des répondants ont répondu « non ». L'enquête de 2008 réalisée par l'Americas Barometeres donnait 3,3% de participants n'ayant indiqué aucune religion. Une enquête ultérieure, de février 2010, publiée dans le journal La Prensa, mais réalisée uniquement dans les capitales d'El Alto, de La Paz, de Cochabamba et de Santa Cruz, a montré que 5% des répondants déclaraient ne pas avoir de religion.